# Озерки (Лев-Толстовский район)
Озерки́ — деревня Новочемодановского сельсовета Лев-Толстовского района Липецкой области.

## История
В документах 1771 года отмечается сельцо Озерки на реке Булавке. Тогда в нём насчитывалось 47 дворов.
Название — от небольших неглубоких западинных озёр.
В 1960 г. указом Президиума Верховного Совета РСФСР деревня Свинушки переименована в Озерки.

## Население
| 1859 | 1897 | 1906 | 2000 | 2010 |
| ---- | ---- | ---- | ---- | ---- |
| 512  | ↗552 | ↗649 | ↘28  | ↘20  |

## Известные уроженцы
В Озерках родился Герой Советского Союза И. Г. Гришин.